# Озерне (Жамбильський район)
Озе́рне (каз. Озерное) — село у складі Жамбильського району Північноказахстанської області Казахстану. Адміністративний центр Озерного сільського округу.
Населення — 430 осіб (2021; 603 у 2009, 825 у 1999, 1338 у 1989).
Національний склад станом на 1989 рік:
- казахи — 69 %.